# Covilhã

Covilhã (pron. API : /kuvi'ʎɐ̃/) est une ville portugaise du district de Castelo Branco.
La ville a pour particularité d'être l'un des principaux centres urbains de l'intérieur du pays alors qu'elle se trouve à 20 km du sommet le plus haut du Portugal continental, la Serra da Estrela.

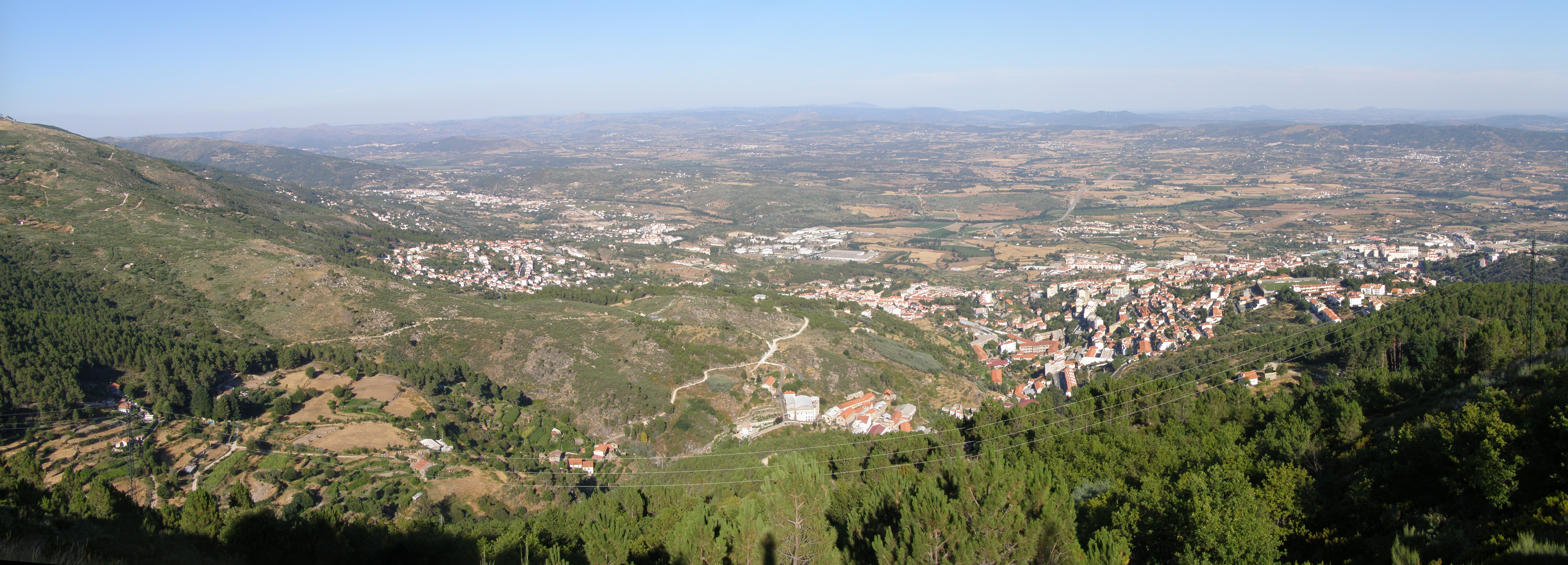
Vue surplombant Covilhã.

## Géographie
Covilhã est limitrophe :
- au nord, de Seia, Manteigas et Guarda
- à l'est, de Belmonte,
- au sud, de Fundão,
- au sud-ouest, de Pampilhosa da Serra,
- à l'ouest, de Arganil.

## Climat
Le climat de la ville est méditerranéen. Les étés sont chauds et les hivers assez froids (à cause de l'altitude) et très secs. Avec l'altitude, les chutes de neige se font de plus en plus abondantes.

## Démographie
| 1801   | 1849   | 1900   | 1930   | 1960   | 1981   | 1991   | 2001   | 2011   |
| ------ | ------ | ------ | ------ | ------ | ------ | ------ | ------ | ------ |
| 21 293 | 22 078 | 44 427 | 49 934 | 72 957 | 60 945 | 53 999 | 54 505 | 51 797 |

## Cuisine
La cuisine de Covilhã est influencée par celles de la Serra da Estrela et de la Cova da Beira.

## Résidents célèbres
- Pêro da Covilhã (vers 1460 - après 1526), un explorateur et diplomate portugais.
- Mateus Fernandes (15?? - 1515), un architecte portugais, travaillé dans le style manuélin.
- Rui Faleiro (fin du XVe siècle - XVIe siècle), cosmographe, astrologue et astronome portugais, qui fut le principal organisateur scientifique derrière le tour du monde de Fernand Magellan.
- José Sócrates, (né en 1957) a grandi à Covilhã, Premier Ministre du Portugal de 2005 à 2011, accusé en 2014 de corruption, de fraude fiscale et de blanchiment d'argent.
- Eugénia Melo e Castro (né en 1958), chanteuse-compositrice portugaise.
- Adolfo Mesquita Nunes (né en 1977), juriste et homme politique portugais.
- Miguel Gonçalves Mendes (né en 1978), réalisateur, scénariste et producteur portugais.

### Sport
- Jim Aldred (né en 1963), expatrié canadien et entraîneur de l'équipe nationale masculine de hockey sur glace du Portugal.
- César Brito (né en 1964), footballeur à la retraite avec 260 sélections en club et 14 sélections avec le Portugal.
- Hélder Godinho (né en 1977), ancien footballeur avec 291 sélections en club.
- João Real (né en 1983), ancien footballeur portugais ayant disputé 313 matchs en club.
- Renato Margaça (né en 1985), footballeur à la retraite avec plus de 400 sélections en club et 21 sélections pour Chypre.
- Nuno Coelho (né en 1987), footballeur à la retraite ayant disputé plus de 430 matchs en club.
- Sérgio Paulico (né en 1991), footballeur.

## Politique
Le maire actuel est Vitor Manuel Pinheiro Pereira, élu par le Parti socialiste.
| 1801   | 1849   | 1900   | 1930   | 1960   | 1981   | 1991   | 2001   | 2011   |
| ------ | ------ | ------ | ------ | ------ | ------ | ------ | ------ | ------ |
| 21 293 | 22 078 | 44 427 | 49 934 | 72 957 | 60 945 | 53 999 | 54 505 | 51 797 |

## Jumelages
Covilhã est jumelée avec :
- Trelew (Argentine)
- Berstett (France)
- Roubaix (France)
- Santarém (Portugal)
- Oeiras (Portugal)
- Madalena (Portugal)
- Laleia (Timor Oriental)
- Praia (Cap Vert)

## Municipalité
Les communes qui dépendent de la municipalité de Covilhã sont les suivantes :
| - Aldeia de São Francisco de Assis - Aldeia do Souto - Barco - Boidobra (Covilhã) - Canhoso - Cantar-Galo (Covilhã) - Casegas - Conceição (Covilhã) - Cortes do Meio - Coutada - Dominguizo | - Erada - Ferro - Orjais - Ourondo - Paul (Covilhã) - Peraboa - Peso - Santa Maria (Covilhã) - São Jorge da Beira - São Martinho (Covilhã) | - São Pedro (Covilhã) - Sarzedo - Sobral de São Miguel - Teixoso - Tortosendo - Unhais da Serra - Vale Formoso - Vales do Rio - Verdelhos - Vila do Carvalho (Covilhã) |

## Personnalités liées à Carthagène
- Heitor Pinto (1528–1584), théologien.